# فيرينا
آليا فيرينا (توفيت 484) كانت زوجة الإمبراطور ليو الأول من الإمبراطورية البيزنطية. كانت أخت من باسيليسكيوس. كانت ابنتها أريادني هي إمبراطورة زوجها الأول زينون، ثم أناستاسيوس الأول. كانت فيرينا جدة الأم لليو الثاني.

## روابط خارجية
- An article on her by Geoffrey B. Greatrex
- Cawley، Charles، Her profile, along with her husband، Medieval Lands database، Foundation for Medieval Genealogy {{استشهاد}}: يحتوي الاستشهاد على وسيط غير معروف وفارغs: |HIDE_PARAMETER6=، |HIDE_PARAMETER1=، |HIDE_PARAMETER4=، |HIDE_PARAMETER7=، و|HIDE_PARAMETER5= (مساعدة)
- Passage of "People and Identity in Ostrogothic Italy, 489-554" of Patrick Amory, discussing theory of barbatian origins
- Profile of her husband in The Prosopography of the Later Roman Empire
- Profile of her sister-in-law Euphemia in The Prosopography of the Later Roman Empire
- A pedigree of her alleged daughter Helena

| الألقاب الملكية | الألقاب الملكية                   | الألقاب الملكية |
| --------------- | --------------------------------- | --------------- |
| سبقها Pulcheria | Byzantine Empress consort 457–474 | تبعها Ariadne   |